# Domus Romane di Palazzo Valentini
Domus Romane is de moderne naam voor de Romeinse woonhuizen, waarvan de restanten werden teruggevonden onder het Palazzo Valentini in Rome.
Het Palazzo Valentini werd in 1585 gebouwd en is sinds 1870 in gebruik bij de provinciale overheid van de provincie Rome. In 2005 werd bij opgravingen in de kelder van het gebouw resten van grote woonhuizen (domūs) uit de keizertijd teruggevonden.
Deze woonhuizen waren groot en rijkelijk versierd met mozaïeken, wandschilderingen en met marmer beklede vloeren. Waarschijnlijk werden ze bewoond door belangrijke patricische families.
Sinds 2010 is de opgraving door het publiek te bezichtigen. De restanten van de gebouwen zijn blootgelegd en onder een glazen vloer zichtbaar. Daarnaast worden een maquette en digitale reconstructies getoond waarop te zien is hoe de domūs er in de oudheid uit hebben gezien.